# TV 영어마을
《TV 영어마을》은 SBS TV에서 방송된 텔레비전 프로그램이며, 2005년 12월 1일 ~ 2007년 3월 15일까지 방송되었던 어린이 프로그램이다.

## 소개
학원이나 학교 등 교과서 중심의 영어교육으로는 실생활에서 그 활용도가 다소 떨어지는 것이 현실. 대한민국의 많은 학부모와 초등학생들의 고민을 해결하고 갈증을 해소하기 위해 'SBS TV 영어마을'이 나섰다!

## 네트워크 방송사
- 2006년 5월 14일부터 개칭한 KNN 부산경남방송의 경우, 방송 당시 PSB 부산방송 명칭을 2006년 5월 13일까지 표기했다.

| 방송 권역        | 방송사                          |
| ---------------- | ------------------------------- |
| 수도권           | SBS (프로그램 제작국)           |
| 부산/경남권      | PSB 부산방송 → KNN 부산경남방송 |
| 울산권           | ubc 울산방송                    |
| 대구/경북권      | 대구경북 TBC                    |
| 대전/충남/세종권 | TJB 대전방송                    |
| 충북권           | CJB 청주방송                    |
| 전북권           | JTV 전주방송                    |
| 광주/전남권      | kbc 광주방송                    |
| 강원권           | GTB 강원민방 (현 G1)            |
| 제주권           | JIBS 제주국제자유도시방송       |

## 동일 소재 프로그램
- English Cafe
- 나의 영어 사춘기